# Eupogonius wickhami
Eupogonius wickhami es una especie de escarabajo longicornio del género Eupogonius, tribu Desmiphorini, subfamilia Lamiinae. Fue descrita científicamente por Fisher en 1935.

## Descripción
Mide 6,25-6,75 milímetros de longitud.

## Distribución
Se distribuye por Bahamas.